# Шидловец
Шидло̀вец (на полски: Szydłowiec) е град в Полша, Мазовско войводство. Административен център е на Шидловешки окръг, както и на градско-селската Шидловешка община. Заема площ от 21,89 км2. Към 2011 година населението му възлиза на 11 873 души.

## Личности

### Родени в града
- Вацлав Депо, римокатолически духовник, ченстоховски архиепископ митрополит

## Градове партньори
- Турда, Румъния[2]